# سیارک ۶۳۳۰۵
سیارک ۶۳۳۰۵ (به انگلیسی: 63305 Bobkepple، نامگذاری:2001FE) شصت و سه هزار و سیصد و پنجمین سیارک کشف شده‌است که در ۱۷ مارس ۲۰۰۱ کشف شد.